# Attentat du cinéma de Nicosie
 (septembre 2022).
L'attentat du cinéma de Nicosie est survenu le 24 mai 1955 lorsqu'un cinéma de Nicosie, la capitale de ce qui était alors la colonie britannique de Chypre, a été bombardé par l'EOKA dans le cadre d'une tentative infructueuse d'assassiner le gouverneur britannique de l'île, Sir Robert Armitage (en).

## Attentat
La bombe a explosé à quelques mètres de l'endroit où Armitage était assis quelques minutes plus tôt. Cependant, au moment de l'explosion, la majeure partie du cinéma avait été évacuée. Le cinéma avait projeté le film Forbidden Cargo le jour de l'Empire dans le cadre d'une collecte de fonds pour le British Legion Fund,,.